# العلاقات الأندورية البالاوية
العلاقات الأندورية البالاوية هي العلاقات الثنائية التي تجمع بين أندورا وبالاو.

## مقارنة بين البلدين
هذه مقارنة عامة ومرجعية للدولتين:
| وجه المقارنة                                              | أندورا                                                     | بالاو                         |
| --------------------------------------------------------- | ---------------------------------------------------------- | ----------------------------- |
| المساحة (كم2)                                             | 468                                                        | 465                           |
| عدد السكان (نسمة)                                         | 76.18 ألف                                                  | 21.73 ألف                     |
| الكثافة السكانية (ن./كم²)                                 | 16.28 ألف                                                  | 4.67 ألف                      |
| العاصمة                                                   | أندورا لا فيلا                                             | نغيرولمود، كورور              |
| اللغة الرسمية                                             | اللغة الكتالونية                                           | لغة إنجليزية، اللغة البالاوية |
| العملة                                                    | يورو                                                       | دولار أمريكي                  |
| الناتج المحلي الإجمالي (بليون دولار)                      | 3.01 مليار                                                 | 291.54 مليون                  |
| الناتج المحلي الإجمالي (تعادل القوة الشرائية) بليون دولار |                                                            | 326.12 مليون                  |
| الناتج المحلي الإجمالي الاسمي للفرد دولار أمريكي          |                                                            | 13.50 ألف                     |
| الناتج المحلي الإجمالي للفرد دولار أمريكي                 |                                                            | 14.76 ألف                     |
| مؤشر التنمية البشرية                                      | 0.858                                                      | 0.780                         |
| رمز المكالمات الدولي                                      | +376                                                       | +680                          |
| رمز الإنترنت                                              | .ad                                                        | .pw                           |
| المنطقة الزمنية                                           | ت ع م+01:00، توقيت وسط أوروبا، ت ع م+02:00، أوروبا/أندورا ‏ | ت ع م+09:00                   |

## منظمات دولية مشتركة
يشترك البلدان في عضوية مجموعة من المنظمات الدولية، منها:
| علم المنظمة | اسم المنظمة                  | تاريخ انضمام أندورا | تاريخ انضمام بالاو |
| ----------- | ---------------------------- | ------------------- | ------------------ |
|             | منظمة حظر الأسلحة الكيميائية | ?                   | ?                  |
|             | يونسكو                       | 20 أكتوبر 1993      | 20 سبتمبر 1999     |
|             | الأمم المتحدة                | 28 يوليو 1993       | 15 ديسمبر 1994     |

## وصلات خارجية
- موقع وزارة الخارجية الأندورية